# صناعة التسجيل
صناعة التسجيل (Record industry) هي مجموعة الأعمال القائمة بإنتاج وبيع الأسطوانات وشرائط التسجيل ـ كاسيت، والأسطوانات المدمجة. تتولى هذه الصناعة المئات من الشركات في العالم.

## عمل التسجيل
يتم كل عام إنتاج مجموعات متنوعة من التسجيلات الموسيقية، تشمل الموسيقى الكلاسيكية، والريفية، وموسيقى القرب، والجاز وموسيقى الروك، كما يسجل ويباع العديد من التسجيلات الصوتية مثل الأسطوانات التعليمية، والمختارات الكوميدية والقراءات المسرحية.
ويختلف أسلوب عمل هذه التسجيلات. فقد تحتاج إلى أسابيع أو شهور من الترتيبات قبل أن يكون الفريق الموسيقي ـ الأوركسترا ـ جاهزًا لتسجيل قطعة من الموسيقى الكلاسيكية. وقد يقوم الموسيقيون بتسجيل مختارات من الجاز بدون أي مناقشة مسبقة سوى تحديد الأغنية التي ستقدّم. ويتركز اهتمام هذا القسم فقط على كيفية عمل تسجيل شائع.